# Salzmühle

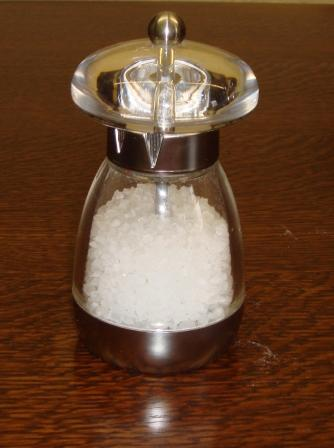
Salzmühle mit durchsichtigem Acrylgehäuse

Die haushaltliche Salzmühle ist ein mechanisches oder elektromechanisches Küchengerät sowie ein Tischaccessoire zum Zermahlen von Meersalz oder anderem groben Speisesalz, in Form einer handlichen Mühle. Sie gehört zu den im Haushalt und in der Gastronomie gebräuchlichen Gewürzmühlen.

## Aufbau
Hauptbestandteil von Salzmühlen ist das Mahlwerk, meist ein Kegelmahlwerk, mit Justiervorrichtung zum Einstellen der Körnung des Mahlgutes. Als Material dafür wird Kunststoff (kann Mikroplastik abgeben), bei besseren Mühlen Edelstahl oder Keramik verwendet; Mahlwerke aus Metall sind wegen der Aggressivität des Salzes wenig geeignet. Das Mahlwerk ist in ein dekoratives Gehäuse aus Holz, Edelstahl, Kunststoff oder auch zum Teil aus Glas eingesetzt.
Verwendet werden Salzmühlen in der Regel für (grobkörniges) Meersalz.
Mechanische Salzmühlen werden manuell betätigt, meist durch Drehen des entsprechend ausgebildeten (Dreh-)Kopfes der Mühle oder auch mit Hilfe einer kleinen, in der Regel aus Metall bestehenden Kurbel am Kopf der Mühle. Mittlerweile werden im Handel auch elektromechanische Salzmühlen angeboten, die über ein batteriebetriebenes Motor-Mahlwerk verfügen, das in der Regel mittels eines Druckschalters temporär eingeschaltet werden kann. Im Aufbau und auch in der äußeren Form ähneln sie meist mechanischen Pfeffermühlen.

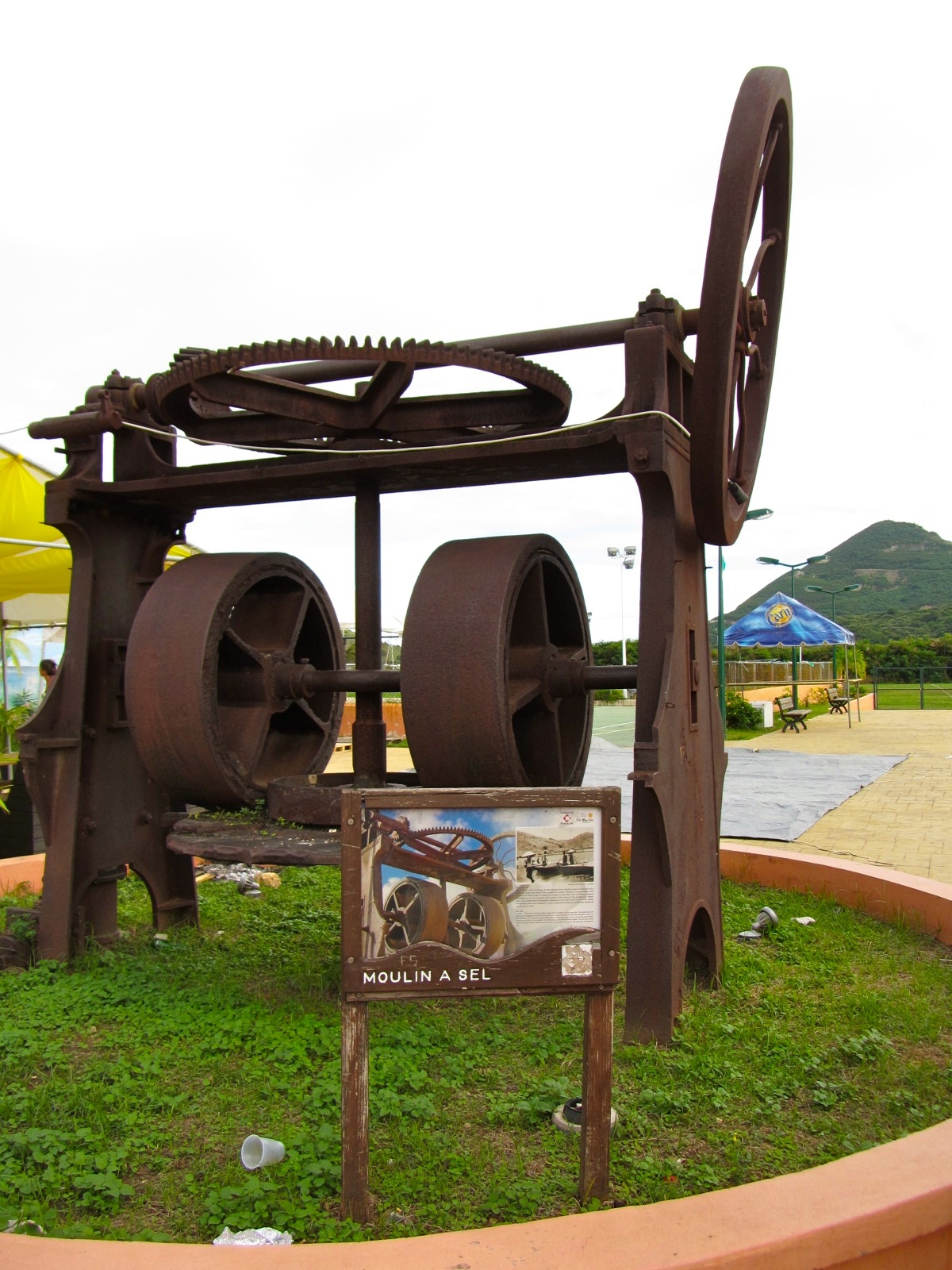
Historische industrielle Salzmühle

Nicht betrachtet werden hier industrielle Anlagen zum Zermahlen von Meer- oder Steinsalz für Handel und Lebensmittelindustrie bzw. für sonstige industrielle Zwecke.

## Tischaccessoire oder Küchengerät
Außer als Küchengerät sind Salzmühlen heute nach dem Vorbild der Pfeffermühle in vielen Haushalten und teils auch in der Gastronomie als Tischaccessoire anzutreffen und stellen einen Bestandteil des Tischgedecks dar. Im Gegensatz zu konventionellen Salzstreuern, bei denen die Löcher verstopfen können, tritt dies bei der Salzmühle nicht auf.
Einen Nutzen bringen Salzmühlen, wenn das verstellbare Mahlwerk genutzt wird um das Salz in gewünschter Körnung zu erhalten. Je feiner die Körnung, umso geringer kann die Menge bei gleicher „Schmackhaftigkeit“ sein. Andererseits kann bei der Zubereitung von bestimmten Lebensmitteln eine gröbere Salzkörnung „mit Biss“ gewünscht sein, wie zum Beispiel bei deftigen Bratkartoffeln oder bei Grillfleisch. Gemahlenes Steinsalz ist nicht lagerfähig, da es mit der Zeit verklumpt. Daher wird Steinsalz meistens grob oder in Brocken verkauft und erst kurz vor der Anwendung gemahlen.
Die starke Verbreitung von Salzmühlen dürfte eher modische Gründe haben. Auch professionelle Köche begnügen sich normalerweise mit gemahlenem Salz in zwei oder drei Körnungen.